# Нове (Харківський район)
Нове́ — селище в Україні, у Дергачівській міській громаді Харківського району Харківської області. Населення становить 74 осіб. До 2020 орган місцевого самоврядування — Русько-Лозівська сільська рада.

## Географія
Селище Нове розташоване у верхів'ях Балки Стульневої, по якій протікає пересихаючий струмок, який через 7 км впадає в річку Лопань, на струмку зроблено кілька загат. За 1 км від села проходить автошлях міжнародного значення М20E105. Біля села багато присадібних ділянок та розплідників.

## Населення

### Мова
Розподіл населення за рідною мовою за даними перепису 2001 року:
| Мова       | Кількість | Відсоток |
| ---------- | --------- | -------- |
| українська | 40        | 54.05%   |
| російська  | 33        | 44.60%   |
| білоруська | 1         | 1.35%    |
| Усього     | 74        | 100%     |

## Історія
Село засноване 1961 року. 
12 червня 2020 року, розпорядженням Кабінету Міністрів України № 725-р «Про визначення адміністративних центрів та затвердження територій територіальних громад Харківської області», увійшло до складу Дергачівської міської громади.
19 липня 2020 року, в результаті адміністративно-територіальної реформи та ліквідації Дергачівського району, селище міського типу увійшло до складу Харківського району.